# Haemadipsidae
Haemadipsidae – silnie zróżnicowana rodzina krwiopijnych pijawek szczękowych (Hirudiniformes) występujących w strefie tropikalnej i subtropikalnej. Są to w większości gatunki lądowe zasiedlające wilgotne środowiska. Pierwsi przedstawiciele tej rodziny pojawili się prawdopodobnie w triasie.
Wybrane rodzaje:
- Chtonobdella
- Haemadipsa
- Nesophilaemon
- Philaemon
- Phytobdella
- Tritetrabdella

Rodzajem typowym rodziny jest Haemadipsa.